# Deezer

ロゴ

Deezer (ディーザー) は、フランスの音楽配信サービスである。

## 概要
CDと同等のロスレス音質(FLAC形式)を音楽配信「Deezer Hi-Fi」を提供している。
2007年8月にフランスでサービスがスタート。 
日本では2017年12月8日からサービスが開始された。